# Rafael Tristany
 (février 2022).
Si vous disposez d'ouvrages ou d'articles de référence ou si vous connaissez des sites web de qualité traitant du thème abordé ici, merci de compléter l'article en donnant les références utiles à sa vérifiabilité et en les liant à la section « Notes et références ».
Rafael Tristany (1814-1876) est un militaire espagnol ayant combattu lors des guerres carlistes. Il est le dernier officier à se rendre lors de la Deuxième Guerre carliste, le 18 mai 1849.
Il est aussi baron d'Altet, comte d'Avinyó et marquis de Casa Tristany.

## Biographie
Né en 1814 au Manoir Tristany à Pinós en Catalogne, Rafael Tristany est descendant d'une famille noble et le neveu du général Benito Tristany. Il suit des études élémentaires et se cultive grandement de lui-même, autant en histoire et littératures, qu'en sciences.

### Première Guerre carliste
A seulement 19 ans, en 1833, lorsqu'éclate la Première Guerre carliste, il suit son oncle Benito en rejoignant les rangs carlistes prônant l'accession de Charles de Bourbon au trône d'Espagne. A peine deux ans plus tard, en 1835, il est déjà lieutenant-colonel, et a participé à de nombreux combats, comme à Granera, à Prats de Lluçanès, à Súria, à Fonollosa ou à Manresa.
En avril 1840, il est grièvement blessé à Biosca. Peu après la convention d'Ognate suivant la défaite carliste, et alors que Ramón Cabrera et de nombreux autres officiers rebelles immigrent en France, il préfère rester caché dans son pays natal.

### Deuxième guerre carliste
En 1846, lorsque le fils de Charles de Bourbon, le comte de Montemolin, reprend la guerre contre la reine Isabelle II, engendrant la deuxième guerre carliste, Rafael Tristany rejoint ses anciens alliés. Il est alors fait commandant en chef des forces carlistes dans la province de Lérida et celle de Barcelone.
On le retrouve alors aux batailles de Sant Feliu Sasserra, Cervera et Puigcerdà. Puis, il se retrouve à la tête d'une brigade de près de 3000 hommes, qu'il dirige aux combats de Vilanova de Prades, Terrassa et El Pont d'Armentera. Son oncle est tué le 17 mai 1847 sur ordre de Manuel Pavía. En représailles, il s'empare des villes de Berga et de Sallent, puis fait prisonnière toute la garnison d'Igualada. En 1849, il entre à Cardona, où il capture le colonel Olmedilla avec plusieurs officiers et 30 soldats de cavalerie.
Il va ainsi de victoire en victoire. Néanmoins, le général Manuel de la Concha devient chef de la répression royale, et emmène avec lui de nouveaux moyens pour lutter contre les carlistes. En très peu de temps, il met à genoux la plupart des officiers ennemis, tandis que Rafael Tristany se terre dans les montagnes de Segarra. Il est ainsi le dernier carliste à se rendre, le 18 mai 1849, et émigre cette fois en France.

### Au service du royaume des Deux-Siciles
Rafael Tristany revient en Espagne en juillet 1855, avec 200 hommes, lors de l'insurrection carliste. Il ne demeure alors qu'une année au pays, menant une guérilla infructueuse.
En 1861, il se rend dans le royaume des Deux-Siciles, pour offrir ses services militaires au roi François II. Il est fait commandant général de la région des Abruzzes. Il participe ensuite à l'Expédition des Mille sous les ordres de Giuseppe Garibaldi, contre François II et d'autres ex-généraux espagnols, comme José Borges, et remporte plusieurs victoires. Il est finalement fait prisonnier et déporté vers la France.

### Troisième guerre carliste

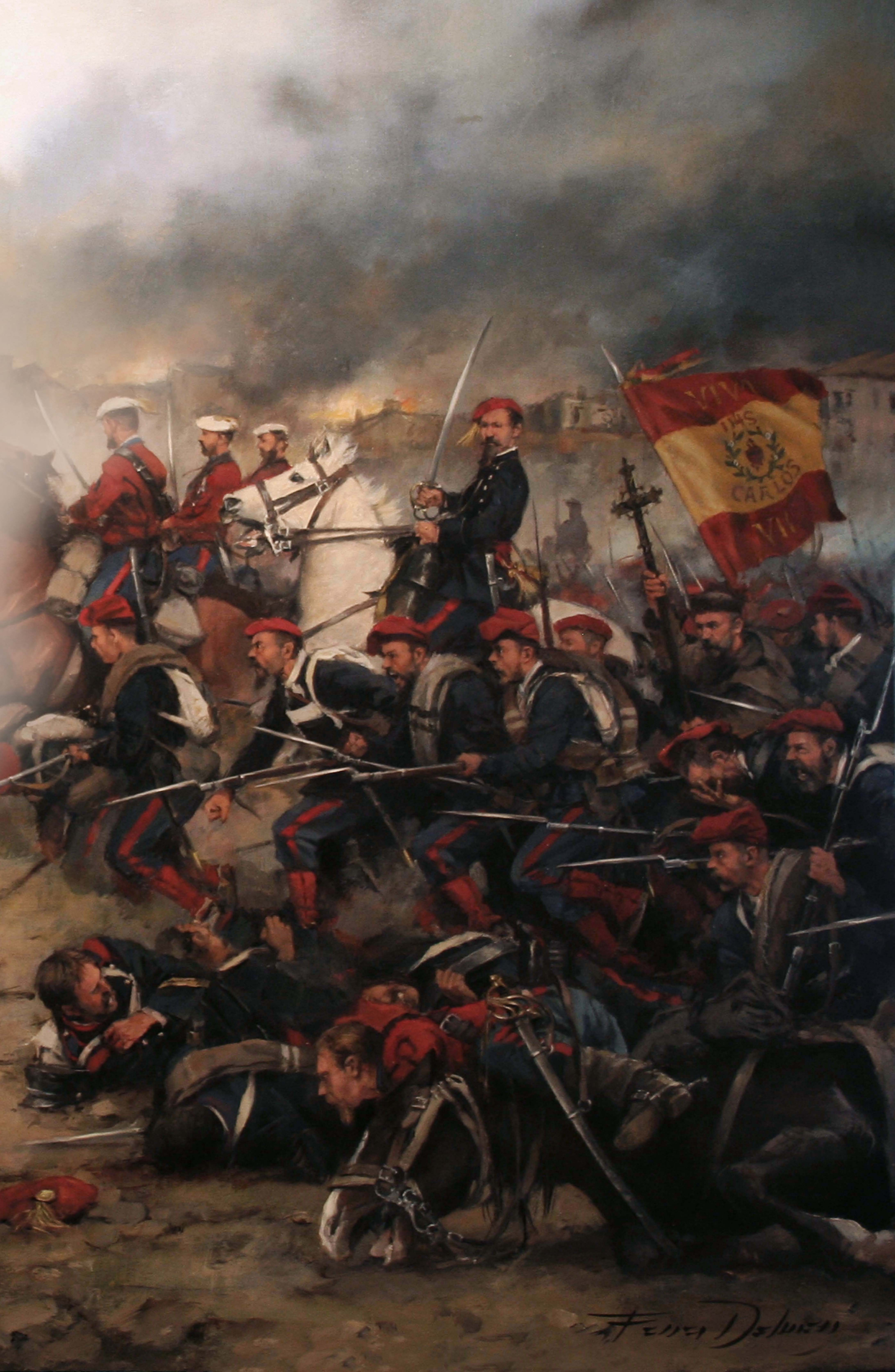
Rafael Tristany à la tête des soldats de Gérone par Augusto Ferrer-Dalmau

En mai 1872, lors de la troisième guerre carliste, il rejoint la Catalogne, en tant que commandant général carliste de la province. Il remporte de nouvelles victoires, à Sant Feliu de Pallerols, La Llacuna ou Sanaüja.
En 1873, il est muté dans les provinces de Lérida et de Tarragone. Il prend alors la garnisaon de Gerri, participe à la prise d'Igualada, puis ravage le régiment dirigé par le colonel Maturana à Prades. Il tue l'officier, et capture plus de 300 prisonniers avec du matériel. Il est alors promu lieutenant-général.
En 1874, il fait un bataillon entier prisonnier, capture cinq canons, et prend plusieurs villes, entre Manresa, Vich et Vendrell. Après le départ de Catalogne d'Alphonse-Charles de Bourbon, Rafael Tristany devient chef suprême dans la région, avec 12 000 hommes, 22 canons et 500 cheveux. Il remporte de nombreuses batailles. Avec la restauration des Constitutions catalanes, il est nommé président de la Généralité de Catalogne, bien que ça soit en réalité Juan Mestre y Tudela, vice-président qui dirige à sa place.
En mars 1875, il rejoint l'état-major du prétendant Charles de Bourbon, et reçoit la grande croix de Saint-Ferdinand. En novembre, il est de retour en Catalogne, mais perd alors de nombreuses batailles face aux 50 000 soldats de l'armée royaliste. Il ne peut empêcher la prise de plusieurs villes et de la cathédrale d'Urgell

### Exil et mort
Jusqu'au bout, Rafael Tristany reste fidèle au carlisme. Lorsqu'on lui propose la réhabilitation, ainsi que le titre de lieutenant-général et de comte d'Avinyó, il refuse tout.
A la fin de la guerre, il s'exile donc à Paris, où il cotoie les légitimistes français. Il se voit offrir plusieurs titres de noblesse par Charles de Bourbon, et devient ainsi baron d'Altet, comte d'Avinyó et marquis de Casa Tristany. Il s'installe peu après à Lourdes. Il côtoie encore de nombreux carlistes, comme Ramón Nocedal, fondateur du Parti intégriste, l'écrivain Francisco de Paula Oller (es), qui écrit sa biographie, ou encore le prétendant Charles de Bourbon, auquel il rend une dernière fois visite à Venise, au Palais Loredan, en 1894.
Il meurt à Lourdes le 17 juin 1899, extrêmement affaibli.

## Hommage posthume
Après sa mort, Charles de Bourbon dira de lui qu'il portait « le sceau de l'honnêteté, de la modestie, de la fidélité » et qu'il évoquait un « l'image d'un chevalier du Moyen Age et d'un véritable militaire espagnol à l'ancienne ».
Selon l'Enciclopedia Espasa, Tristany était « l'une des figures dignes d'être comparées à Cabrera et Zumalacárregui, et il convient de noter qu'au milieu de l'effervescence partisane qui touchait parfois les deux belligérants en Espagne, Tristany était toujours considéré, même par ses ennemis, comme un chef humanitaire et chevaleresque, qui se souciait de ne pas causer à l'ennemi plus de dégâts qu'il n'était absolument nécessaire pour neutraliser ses forces ou ses initiatives ».

En 1913, sa dépouille est rapatriée dans son village natal à Pinós. Cela donne lieu à un grand pèlerinage carliste, mené par Juan María Roma et Jacques de Bourbon, avec jusqu'à 15 000 participants à Lourdes.

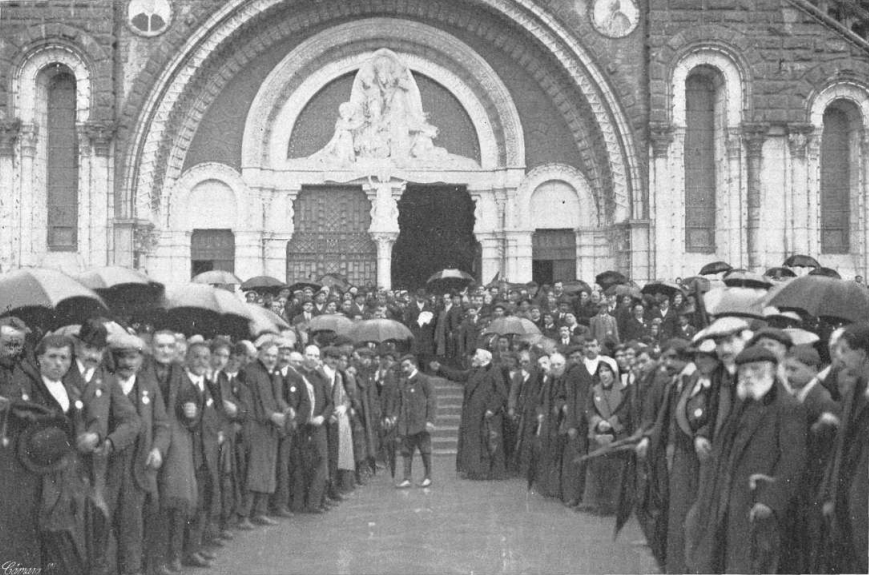
Pèlerinage à Lourdes
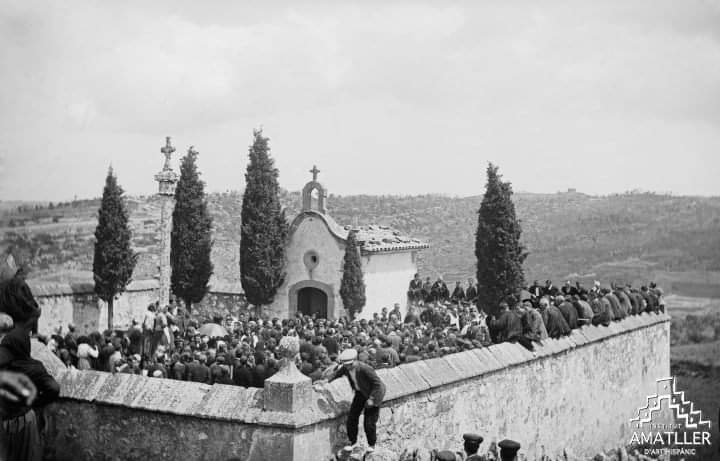
L'arrivée du cercueil au cimetière d'Ardévol (Pinos)